# Marcin Świtalski
Marcin Świtalski (ur. 5 listopada 1849 w m. Kaliska k. Żnina, zm. 5 marca 1929 w Braniewie) – nauczyciel matematyki i fizyki w szkołach średnich pod zaborem pruskim, od 1890 również lektor języka polskiego w Liceum Hosianum w Braniewie.

## Życiorys

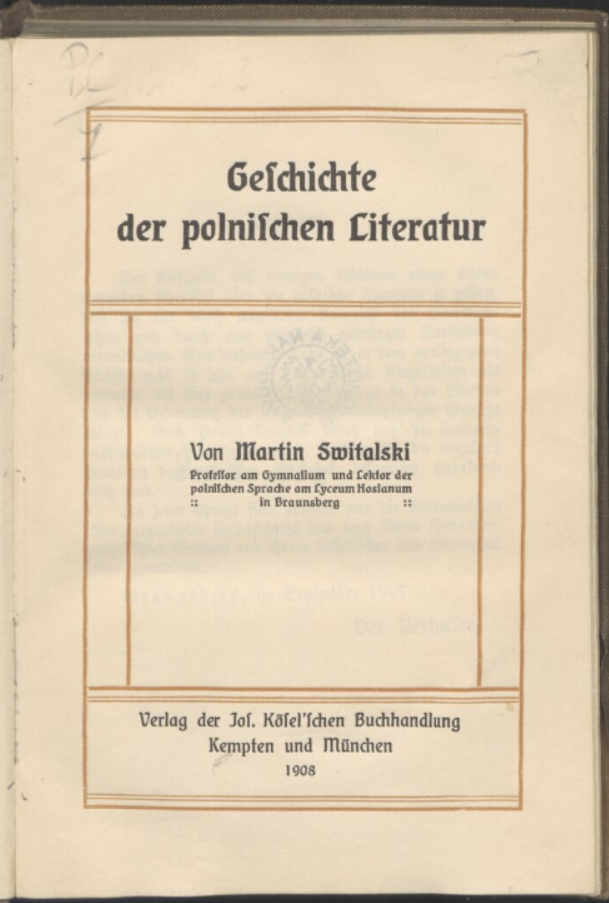
Książka Geschichte der polnischen Literatur, wydanie 1920

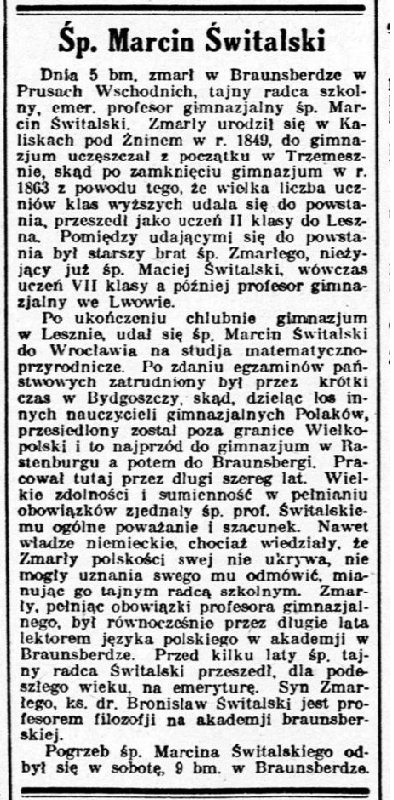
Nekrolog, Kurjer Poznański, 16 marca 1929

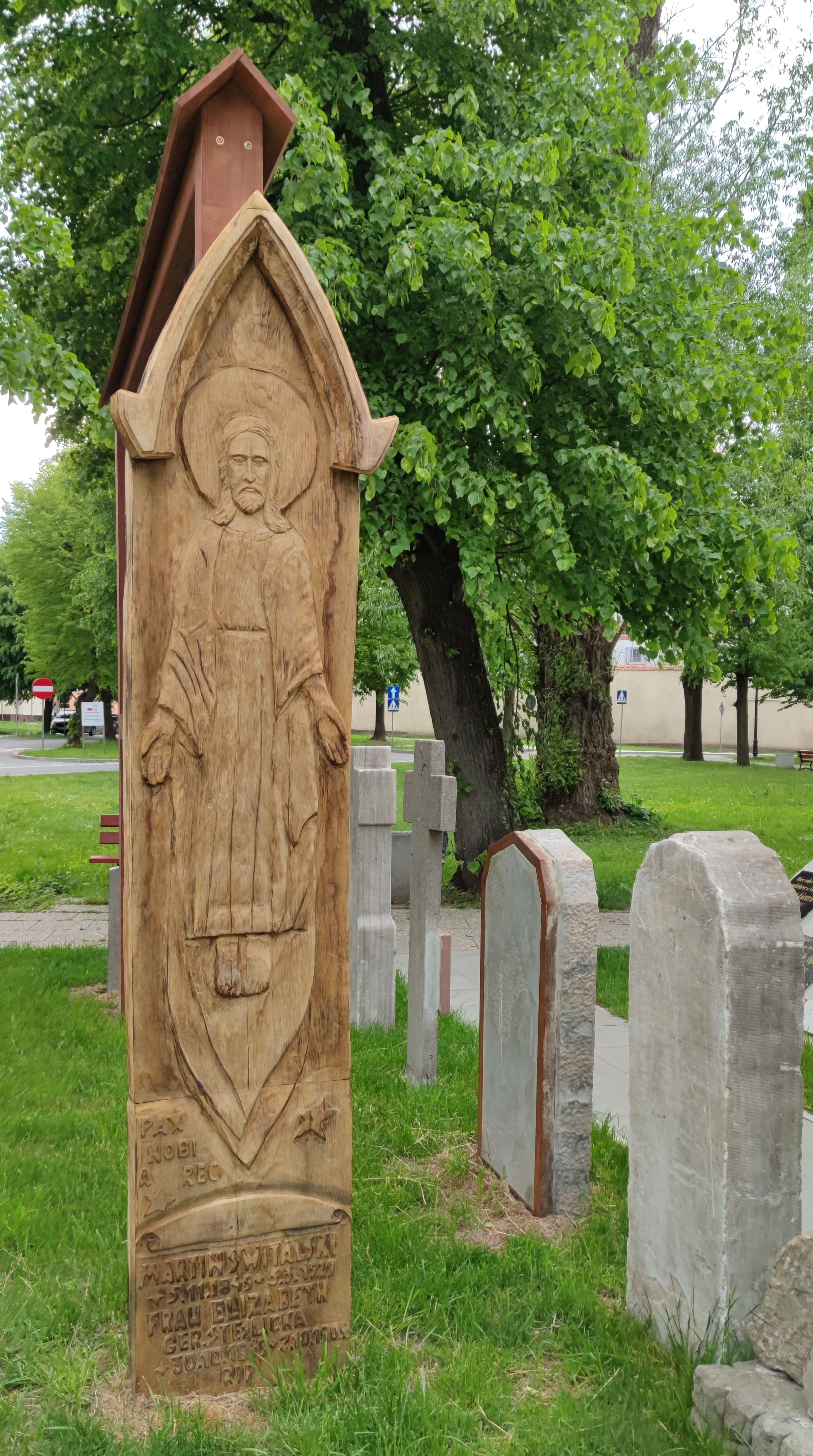
Kopia nagrobka na cmentarzu św. Jana w Braniewie (oryginalna tablica w muzeum w Ellingen)

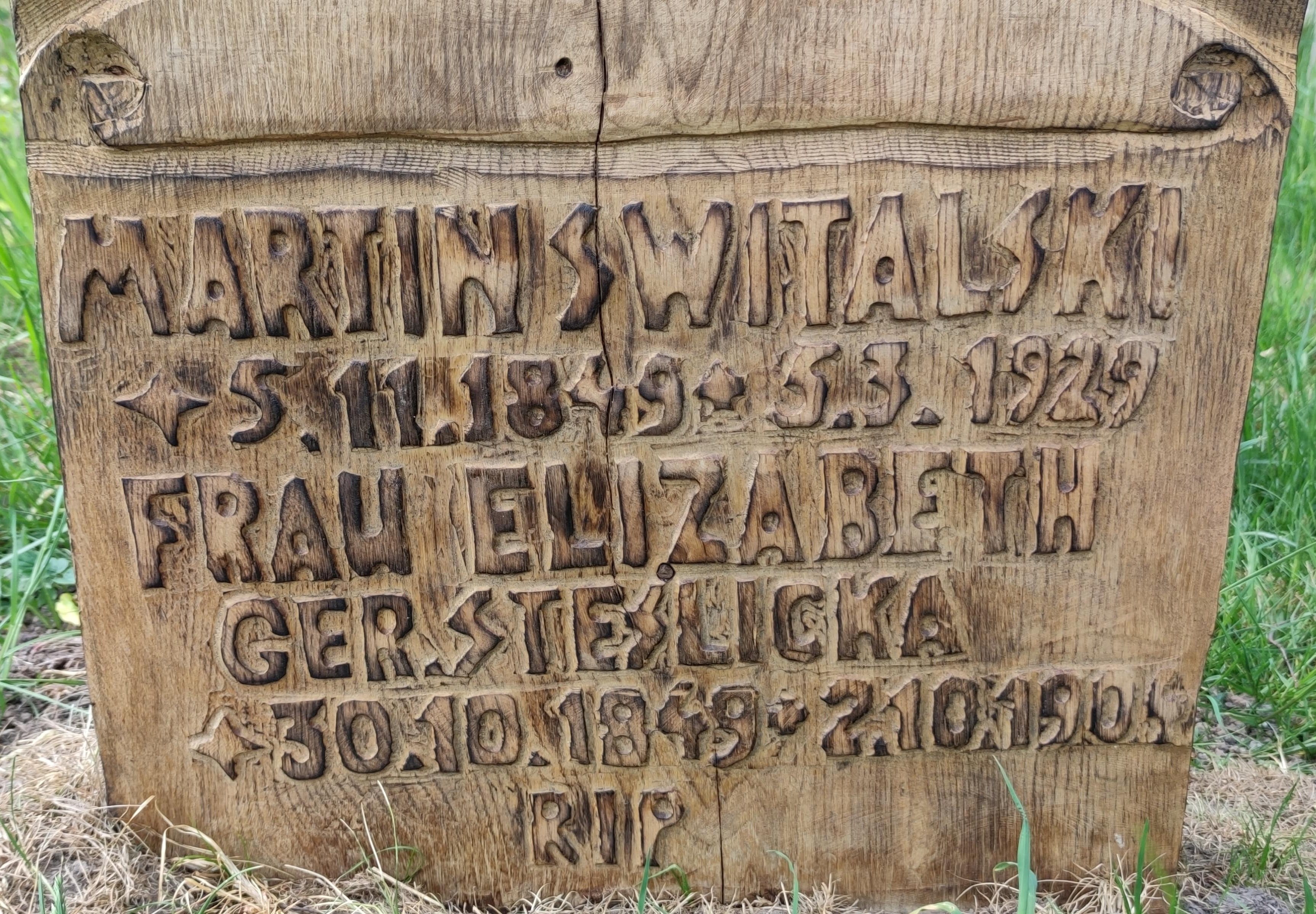
Inskrypcja na płycie nagrobnej

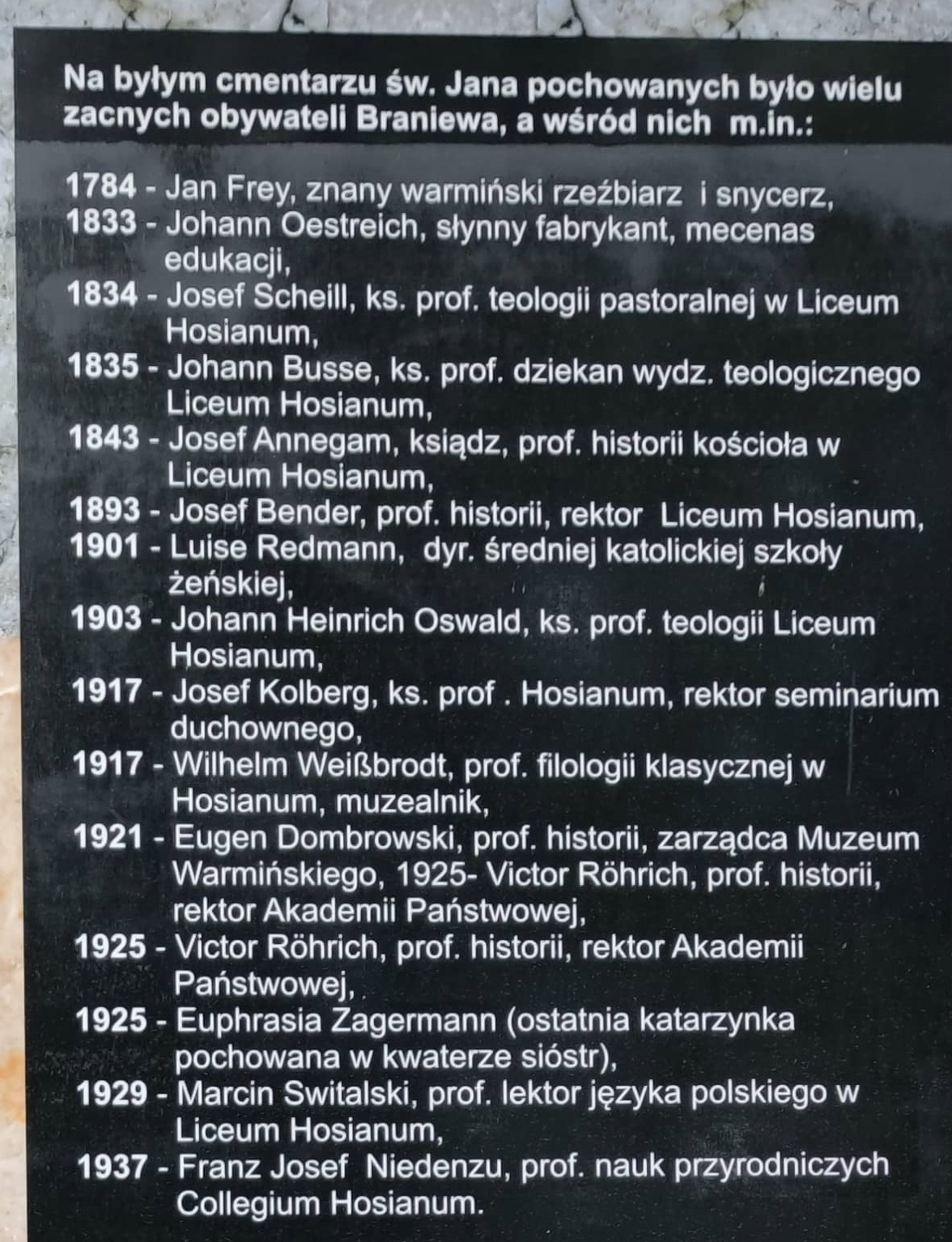
Tablica upamiętniająca m.in. prof. Marcina Świtalskiego na cmentarzu św. Jana

Marcin Świtalski urodził się 5 listopada 1849 roku we wsi Kaliska, w powiecie Schubin, w rejencji bydgoskiej, w Prowincji Poznańskiej. Uczęszczał początkowo do gimnazjum w Trzemesznie. W 1863 roku gimnazjum zostało zamknięte, gdyż wielu uczniów klas starszych wzięło udział w powstaniu styczniowym, wśród nich był starszy brat Marcina, Maciej Świtalski (1845–1894), uczeń VII klasy gimnazjum, późniejszy profesor w gimnazjum we Lwowie. Marcin Świtalski przeszedł natomiast jako uczeń II klasy do gimnazjum w Lesznie, które ukończył w 1870 roku, uzyskując świadectwo dojrzałości. Następnie poświęcił się studiom matematyczno-fizycznym na uniwersytetach we Wrocławiu i Berlinie. W latach 1870–1873 był bibliotekarzem Towarzystwa Literacko-Słowiańskiego oraz członkiem Kółka Towarzyskiego Akademików Wrocławskich Narodowości Polskiej. W lutym 1877 zdał egzamin państwowy pro facultate docendi przed komisją egzaminacyjną w Berlinie. 12 maja 1877 przeniósł się do Kąkolewa (Kankel) k. Leszna.
Na okresie próbnym przez jeden semestr pracował w gimnazjum w Poznaniu oraz jeden semestr w Gimnazjum Królewskim w Bydgoszczy. Po ukończeniu roku próbnego dekretem ministerstwa został skierowany do Królewskiego Gimnazjum w Kętrzynie, w którym od Wielkanocy 1880 roku został zatrudniony na etat.
W 1890 wraz z żoną i dwójką dzieci, Władysławem i Heleną, przeprowadził się do Braniewa w Prusach Wschodnich, gdzie otrzymał posadę nauczyciela matematyki i fizyki w miejscowym gimnazjum.
Gdy w tym samym roku (1890) zmarł ks. Józef Jordan, prowadzący naukę języka polskiego w Seminarium Duchownym w Braniewie, Marcin Świtalski przejął po nim również nauczanie języka polskiego. W 1898 oficjalnie został utworzony lektorat języka polskiego w Liceum Hosianum, wówczas mianowano Marcina Świtalskiego na nowo utworzony etat. Dla potrzeb studentów napisał podręcznik gramatyki i języka polskiego pt. Polnischer Sprachführer – Kurzer Lehrgang der Umgangs- und Geschäftsprache (Przewodnik po języku polskim – krótki kurs języka potocznego i zawodowego). W 1908 wydał również książkę Geschichte der polnischen Literatur (Historia polskiej literatury). Języka polskiego nauczał na dwóch poziomach: dla początkujących (1 godz. tygodniowo) i dla zaawansowanych (2 godziny tygodniowo). Pierwszy poziom stawiał za cel płynne czytanie tekstów w języku polskim i poprawne wymawianie słów. Podstawą nauczania były lektury Mickiewicza: Pan Tadeusz, Konrad Wallenrod, Grażyna i inne. Na poziomie drugim nauka obejmowała gramatykę języka polskiego, składnię, umiejętność konwersacji i tłumaczenie z języka niemieckiego na polski. Marcin Świtalski pracował jako lektor języka polskiego do 1927 roku. Choć nie miał stopnia naukowego, tytułowany na uczelni był jako „profesor”. Był ceniony również jako nauczyciel matematyki, potrafił nauczyć tego przedmiotu nawet najbardziej opornych uczniów. Ponadto jego język niemiecki cechował zauważalny polski akcent, dodatkowo wyróżniał go osobliwy sposób zwracania się do uczniów w trzeciej osobie per on, co dodawało kolorytu i oryginalności jego wykładom.
Władze niemieckie określały go jako „zaciętego Polaka” (Stockpole), choć nie angażował się w polskim ruchu politycznym na Warmii.
Zmarł 5 marca 1929 w Braniewie. Pochowany został w sobotę 9 marca obok swojej żony na średniowiecznym cmentarzu św. Jana, tak jak wielu innych profesorów braniewskich uczelni. Nowym lektorem języka polskiego w Państwowej Akademii w Braniewie został mianowany ks. Kunibert Krix.
Cmentarz św. Jana po II wojnie światowej został zlikwidowany. Oryginalny nagrobek Świtalskich zaginął na wiele lat i dopiero w 2005 roku odnalazł się, gdy pozyskała go placówka muzealna Centrum Kultury Prus Wschodnich w Ellingen w Bawarii. Nagrobek po konserwacji został wystawiony na wystawie stałej muzeum, w zachodnim skrzydle zamku krzyżackiego.
W 2021 roku utworzono w miejscu byłego cmentarza św. Jana w Braniewie lapidarium. 21 kwietnia 2022 roku Marcin Świtalski został, wraz ze swoją żoną, upamiętniony również w lapidarium braniewskim kopią – zrobioną na wzór oryginalnej – tablicy nagrobnej (na zdjęciu).

## Życie prywatne
Marcin Świtalski był żonaty z Elżbietą, z domu Stęślicka (1849–1904). Elżbieta była córką nauczyciela Aleksandra z Kąkolewa pod Lesznem (pełniącego także funkcję organisty oraz burmistrza Koźmina pod Jarocinem) i Cecylii z domu Osieckiej. Bratem Elżbiety był m.in. Jan Nepomucen Stęślicki − lekarz, działacz niepodległościowy i plebiscytowy na Górnym Śląsku.
Marcin i Elżbieta Świtalscy mieli dwójkę dzieci, oboje zginęli w 1945 roku:
- Władysław Świtalski (ur. 1875, zm. 1945) – ksiądz katolicki, profesor teologii i filozofii, rektor Akademii Państwowej w Braniewie, Sługa Boży,
- Helena Świtalska (Helene Switalski) (ur. 1886, zm. 1945 na Syberii w ZSRR[17][18]) – nauczycielka w szkole żeńskiej Elisabethschule w Braniewie, w 1922 uzyskała doktorat z matematyki na Uniwersytecie w Królewcu[19][20]

## Publikacje
- Stereometrische Aufgaben über Maxima und Minima für elementare Lösung in Oberprima. Rastenburg 1889, 50 stron (Programm Rastenburg Gymnasium)[4]
- 50 stereometrische Aufgaben aus der Optik für Ober-Prima, Braunsberg 1892, 26 stron (Programm Braunsberg Gymnasium)[4]
- Der propädeutische Unterricht in der Physik, Braunsberg 1895, 16 stron (Programm Braunsberg Gymnasium)[21]
- Geschichte der polnischen Literatur, München 1908
- Polnischer Sprachführer – Kurzer Lehrgang der Umgangs- und Geschäftsprache, Leipzig 1920[8]